# Jean Wilton
Jean (Wilton) Wilton-Johansson, född 17 november 1934 i Helsingborg, död 31 december 2011, var en svensk målare, tecknare och skulptör.
Han var son till Einar Johansson och Sigrid Bengtsson och från 1958 gift med Anita Margareta Bergdahl. Wilton-Johansson studerade vid Helsingborgs målarskola 1949–1951 och vid Borås målarskola 1956–1957 samt genom självstudier under resor till Nederländerna och Frankrike. Separat ställde han bland annat ut i Karlshamn Hönö, Tranås Vänersborg och Tidaholm. Bland hans offentliga arbeten märks  oljemålningen Jesus och apostlarna i Hönö kyrka. Hans konst består av hamnpartier, kustbilder, figurstudier porträtt och landskapsskildringar i olja eller pastell. Vid sidan av sitt eget skapande arbetade han periodvis som teckningslärare vid olika skolor, däribland i Braås på 1970-80-talet.   